# 영월 무릉리 마애여래좌상
영월 무릉리 마애여래좌상(寧越 武陵里 磨崖如來坐像)은 대한민국 강원특별자치도 영월군 무릉도원면 무릉리, 요선정 동쪽에 있는 커다란 바위에 새겨진 높이 3.5m의 마애불이다. 1982년 11월 3일 강원특별자치도의 유형문화재 제74호로 지정되었다.

## 개요
강원특별자치도 영월군 무릉도원면의 주천강(酒泉江)이 흐르는 곳에 요선정이라는 정자가 있다. 이 불상은 요선정 동쪽에 있는 커다란 바위에 새겨진 높이 3.5m의 마애불이다.
타원형의 얼굴에는 양감이 풍부하여 박진감이 넘치고 있고, 묵직한 옷은 양 어깨에 걸쳐 입고 있으며 간략한 옷주름을 선으로 새기고 있다. 두 손은 사실적으로 표현하였는데, 오른손은 자연스럽게 펴서 손등을 보이고 왼손은 오른손과 평행하게 들고 있다.
부처의 몸에서 나오는 빛을 형상화한 광배(光背)는 연꽃무늬가 도드라지게 새겨진 머리광배와 2줄의 선으로 표현된 몸광배를 갖추고 있다. 하체는 지나치게 크게 표현하여 전체적인 균형을 잃고 있으며, 불상이 앉아 있는 대좌(臺座)에는 연꽃무늬가 도드라지게 새겨져 있다.
상체의 표현이 사실적이고 박진감이 넘치지만 지나치게 커진 무릎이 불균형스러운 모습을 보이고 있는 이 불상은 고려시대 영월지방의 대표적인 마애불상으로 보인다.

## 같이 보기
- 요선정 - 강원특별자치도 문화재자료 제41호

## 참고 문헌
- 영월 무릉리 마애여래좌상 - 국가유산청 국가유산포털